# Cantonul Sainte-Sigolène
Cantonul Sainte-Sigolène este un canton din arondismentul Yssingeaux, departamentul Haute-Loire, regiunea Auvergne, Franța.

## Comune
- Saint-Pal-de-Mons
- Sainte-Sigolène (reședință)
- Les Villettes